# فرگشت دید رنگی
دید رنگی، سازگاری نزدیک با حالت حسی بینایی، امکان تمایز نور را بر اساس اجزای طول موج آن فراهم می‌کند.
فرایند فرگشتی تغییر از یک رنگدانه منفرد به دو رنگدانه مختلف به اجداد اولیه، از دو طریق مزیت حساسیتی را ارائه می‌کرد.

## بی‌مهرگان
دید رنگی به تعدادی مولکول اپسین با پیک‌های جذب متفاوت نیاز دارد و حداقل سه اپسین در جد بندپایان وجود داشته‌است. گیره‌داران و همه‌سخت‌پوستان امروزی دارای دید رنگی هستند.

## مهره‌داران
پژوهشگرانی که روی ژن‌های اپسین مسئول رنگدانه‌های بینایی رنگ مطالعه می‌کنند، مدت‌هاست که می‌دانند چهار اپسین نوری در پرندگان، خزندگان و ماهیان استخوانی وجود دارد. این نشان می‌دهد که نیای مشترک دوزیستان و آمنیوت‌ها (بیش از ۳۵۰ میلیون سال پیش) دارای دید چهاررنگ‌بینی - توانایی دیدن چهار بعد رنگ بوده‌است.